# Carl Schlickeysen

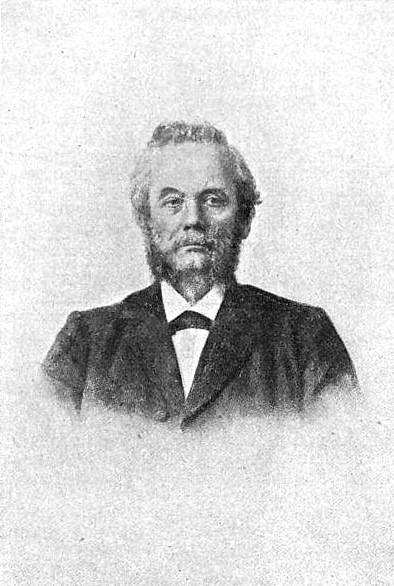
Carl Schlickeysen, Ziegeleimaschinenfabrikant

Carl Schlickeysen (* 13. August 1824 in Trier; † 14. Juni 1909 in Steglitz) war ein deutscher Erfinder und Geschäftsmann. Er erfand 1854 die Schnecken- bzw. Strangpresse für Ziegeleien und zeigte bereits 1860 schmalspurige Feldbahn-Loren in seinem Katalog.

## Leben und Wirken

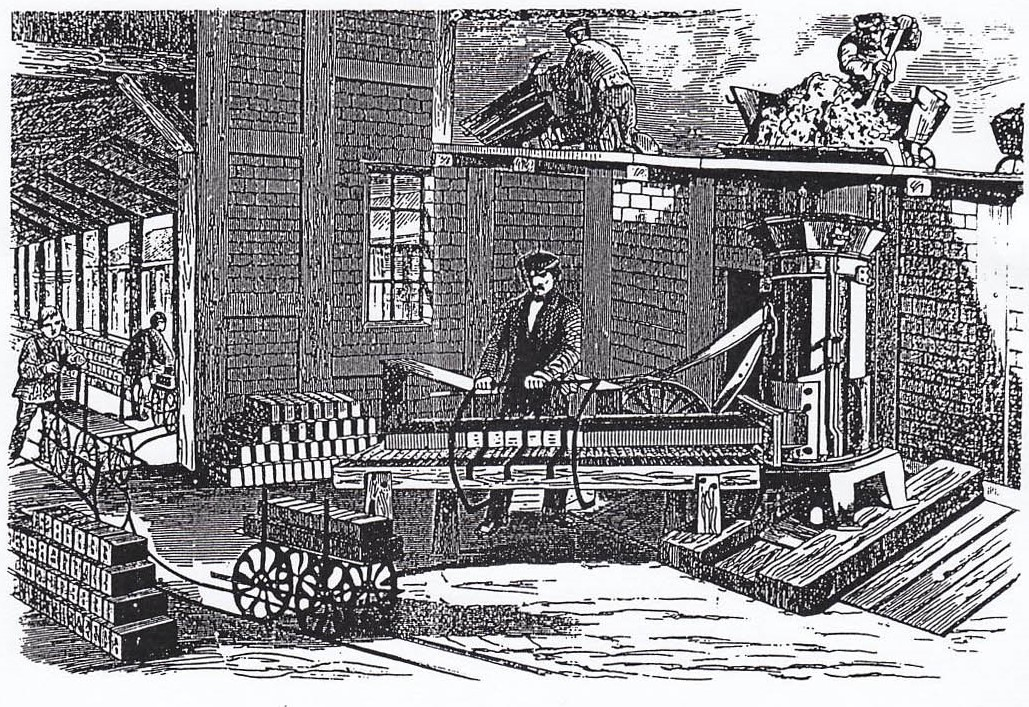
Schmalspurige Feldbahn-Loren in Carl Schlickeysens Katalog von 1860

Carl Schlickeysen lebte ab 1841 in Berlin und gründete dort 1850 eine kleine Maschinenfabrik für den Bau von Drainrohrpressen, die anfangs als sogenannte Radpressen ausgeführt waren.
1854 erfand er die Schneckenpresse und brachte eine stehende Ziegelpresse zur Herstellung von Dachziegeln auf den Markt, die er 1855 auf der landwirtschaftlichen Ausstellung in Cleve vorführte. Die erste Presse wurde noch von Pferden angetrieben, aber bereits 1858 stellte er in Roßlau an der Elbe die erste über einen Lederriemen angetriebene, stehende Ziegelpresse aus und nahm eine weitere in seiner eigenen Ziegelei in Kremmen in Betrieb.
Kurz darauf, ebenso 1858, verbesserte er die von ihm konstruierten, anfangs glatten, trockenen Metallmundstücke und erfand die Mundstücke mit Schuppenbewässerung. Er stellte 1865 die erste liegende Ziegelstrangpresse auf den Provinzialausstellungen in Stettin und Köln aus und erfand 1874 die Speisewalze. Diese drei Konzepte – Schraube für plastische Körper, Schuppenbewässerungsform und Speisewalze – bildeten die Grundlage der heutigen Strangpressen.
Bei den Ausstellungen 1862 in London, 1867 in Paris, 1873 in Wien, 1876 in Philadelphia, 1896 in Berlin und 1900 in Paris wurden seine Strangziegelpressen mit hohen und höchsten Auszeichnungen gewürdigt.
Nachdem er sich im Alter von 82 Jahren aus dem Berufsleben zurückziehen musste, ging sein Unternehmen 1906 in die Rixdorfer Maschinenfabrik vorm. C. Schlickeysen, Berlin, über, die um 1921 unter anderem automatische Beschickungsapparate für stationäre Torfmaschinen herstellte.

## Erfindungen und Produkte
Carl Schlickeysen erfand 1854 in Berlin die Schnecken- bzw. Strangpresse für Ton in Ziegeleien.
1873, bereits drei Jahre vor Paul Decauville, verwendete die Maschinenfabrik C. Schlickeysen in Berlin tragbare schmalspurigen Gleise in Ziegeleien und Torfstichen und stellte diese 1874 in der Berliner Bauausstellung öffentlich aus.
Carl Schlickeysen erfand und patentierte 1881 auswechselbare Messerbeläge an abgenutzten Schneckenkörpern (DRP. 16949) und 1883 die Misch- und Homogenschnecke sowie 1900 die Dreistrangpresse für strukturfreie Fabrikate aller Art bei Ziegelpressen jeder Größe (DRP. 94681).

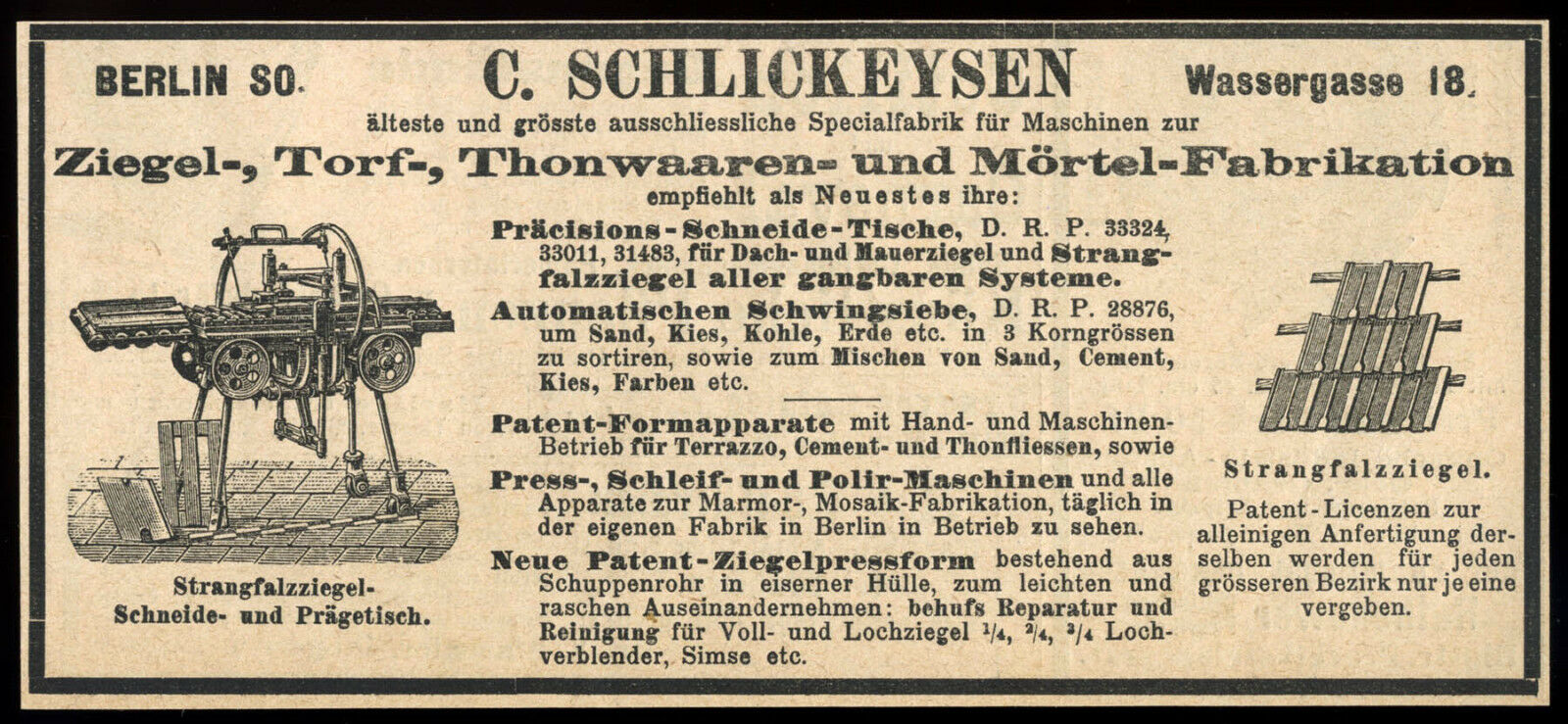
C. Schlickeysen: Spezialfabrik für Maschinen zur Ziegel-, Torf-, Tonwaren- und Mörtel-Fabrikation. Berlin 80, Wassergasse 18.

Um 1887 war das Unternehmen in der Wassergasse 18 in Berlin angesiedelt und empfahl sich als älteste und größte ausschließliche Spezialfabrik für Maschinen zur Ziegel-, Torf-, Tonwaren- und Mörtelfabrikation. Es bot zu dieser Zeit in jedem größeren Bezirk nur jeweils eine Patentlizenz zur alleinigen Anfertigung von Strangfalzziegeln und folgende patentrechtlich geschützte Produkte an:
- Strangfalzziegel-Schneide- und Prägetische
- Präzisions-Schneide-Tische, D. R. P. 33324, 33011, 31483, für Dach- und Mauerziegel und Strangfalzziegel aller gängigen Systeme.
- Automatische Schwingsiebe, D. R. P. 28876, um Sand, Kies, Kohle, Erde etc. in 3 Korngrößen zu sortieren, sowie zum Mischen von Sand, Zement, Kies, Farben etc.
- Patent-Formapparate mit Hand- und Maschinen-Betrieb für Terrazzo, Zement- und Tonfliesen, sowie Press-, Schleif- und Polier-Maschinen und alle Apparate zur Marmor- und Mosaik-Fabrikation.
- Neue Patent-Ziegelpressform bestehend aus Schuppenrohr in eiserner Hülle, zum leichten und raschen Auseinandernehmen zur Reparatur und Reinigung für die Herstellung von Voll- und Lochziegel 1/4, 2/4, 3/4 Loch-Verblender, Simse etc.

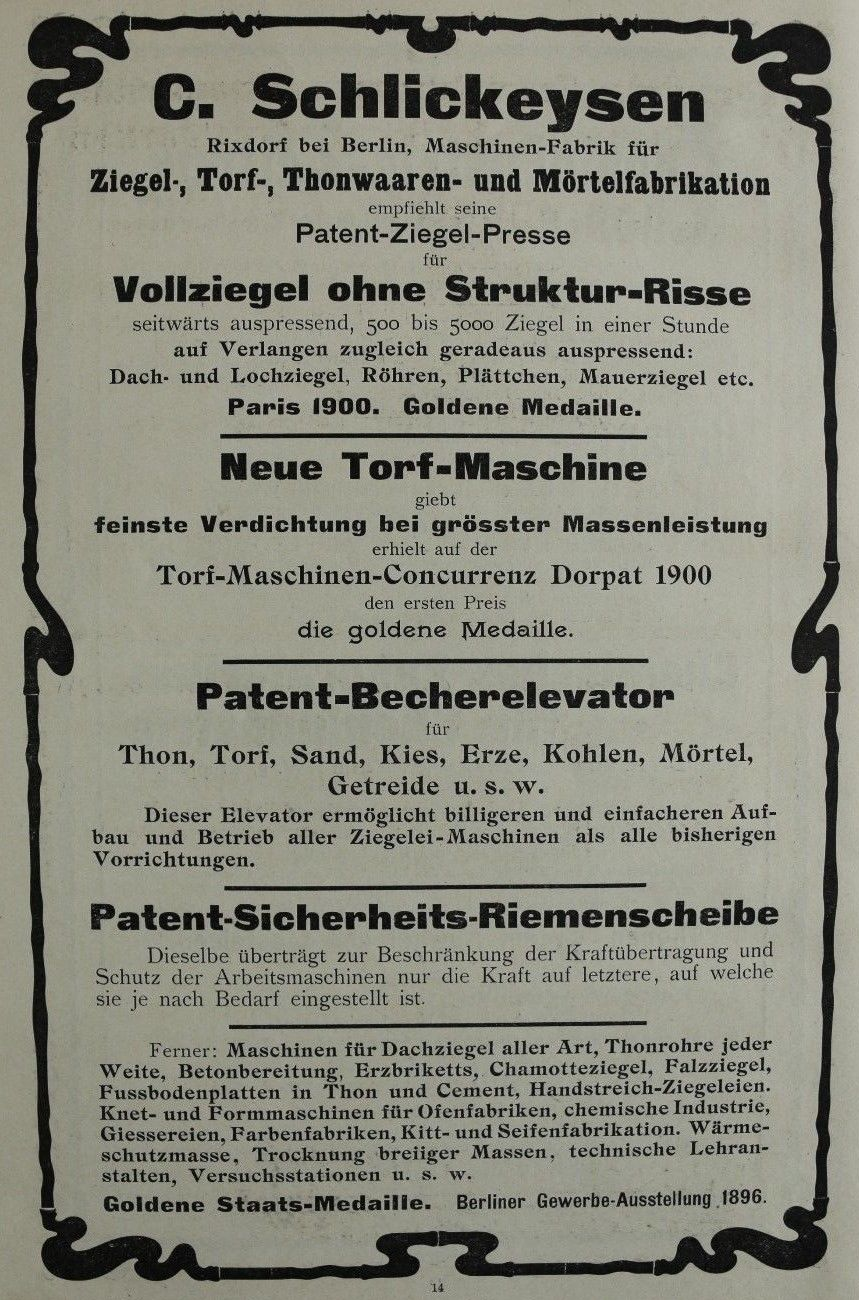
C. Schlickeysen, Ziegel-, Torf-, Tonwaren- und Mörtelfabrikation, 1901

Das Unternehmen erhielt 1896 die Goldene Staats-Medaille der Berliner Gewerbeausstellung. Es war um 1901 in Rixdorf bei Berlin angesiedelt und bot dort folgende Produkte an:
- Patent-Ziegel-Presse für Vollziegel ohne Struktur-Risse seitwärts auspressend, 500 bis 5000 Ziegel in einer Stunde auf Verlangen gleichzeitig geradeaus auspressend: Dach- und Lochziegel, Röhren, Plättchen, Mauerziegel etc. Diese erhielt 1900 in Paris die goldene Medaille.
- Neue Torf-Maschine zur feinsten Verdichtung bei größter Massenleistung. Diese erhielt 1900 auf der Torf-Maschinen-Konkurrenz in Dorpat den ersten Preis, die goldene Medaille.
- Patent-Becherelevator für Ton, Torf, Sand, Kies, Erze, Kohlen, Mörtel, Getreide u. s. w. Dieser Elevator ermöglichte laut eigenen Angaben einen billigeren und einfacheren Aufbau und Betrieb aller Ziegelei-Maschinen als alle bisherigen Vorrichtungen.
- Patent-Sicherheits-Riemenscheibe, die zur Beschränkung der Kraftübertragung und zum Schutz der Arbeitsmaschinen nur die Kraft auf die Arbeitsmaschinen übertrug, für die sie je nach Bedarf eingestellt war.
- Maschinen für Dachziegel aller Art, Tonrohre jeder Weite, Betonbereitung, Erzbriketts, Schamotteziegel, Falzziegel, Fußbodenplatten in Ton und Zement, Handstreich-Ziegeleien. Knet- und Formmaschinen für Ofenfabriken, chemische Industrie, Gießereien, Farbenfabriken, Kitt- und Seifenfabrikation, Wärmeschutzmasse. Trocknung breiiger Massen. technische Lehranstalten, Versuchsstationen usw.

## Neu- und umgebaute Anlagen

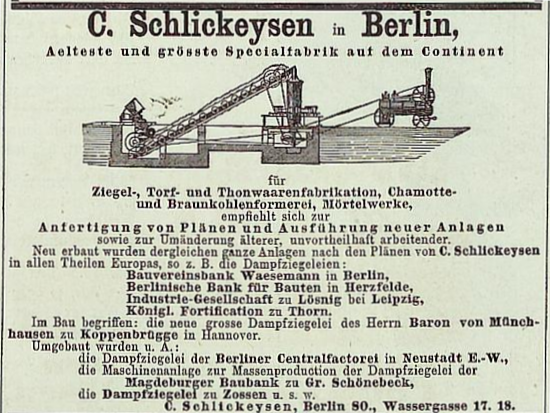
Neu- und umgebaute Anlagen, 1877

Das Unternehmen von Carl Schlickeysen bot um 1877 die Anfertigung von Plänen und Ausführung neuer Anlagen sowie zur Umänderung älterer, unvortheilhaft arbeitender an.
Neu erbaut wurden Anlagen nach den Plänen von C. Schlickeysen in folgenden Dampfziegeleien:
- Bauvereinsbank Waesemann in Berlin
- Berlinische Bank für Bauten in Herzfelde
- Industrie-Gesellschaft zu Lößnig bei Leipzig
- Königliche Fortifikation in Thorn
- Dampfziegelei des Baron von Münch-hausen zu Koppenbrügge in Hannover[10]

Umgebaut wurden unter anderem:
- Dampfziegelei dor Berliner Zentralfaktorei in Neustadt E.-W.
- Die Maschinenanlage zur Massenproduktion der Dampfziegelei dor Magdeburger Baubank zu Groß Schönebeck, die Dampfziegelei

## Auszüge aus dem Katalog von 1901

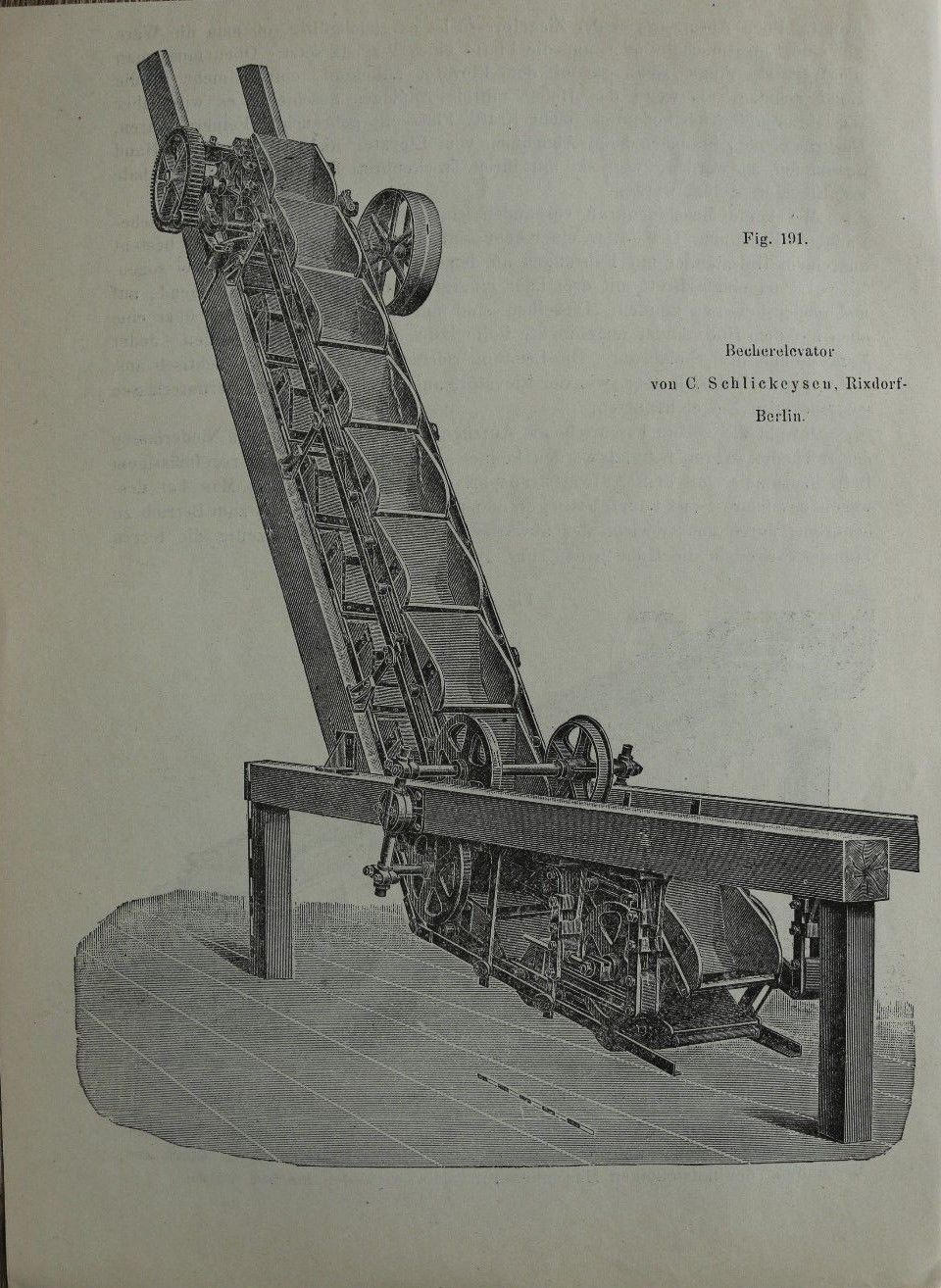
Becherelevator

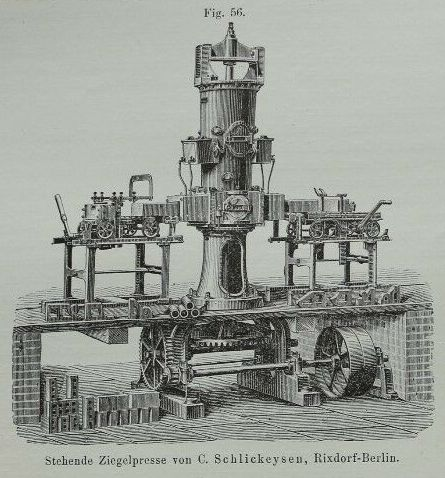
Stehende Ziegelpresse
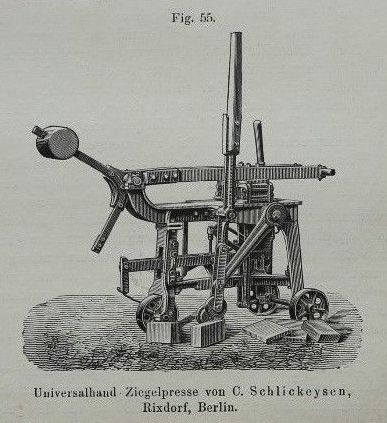
Universalband-Ziegelpresse
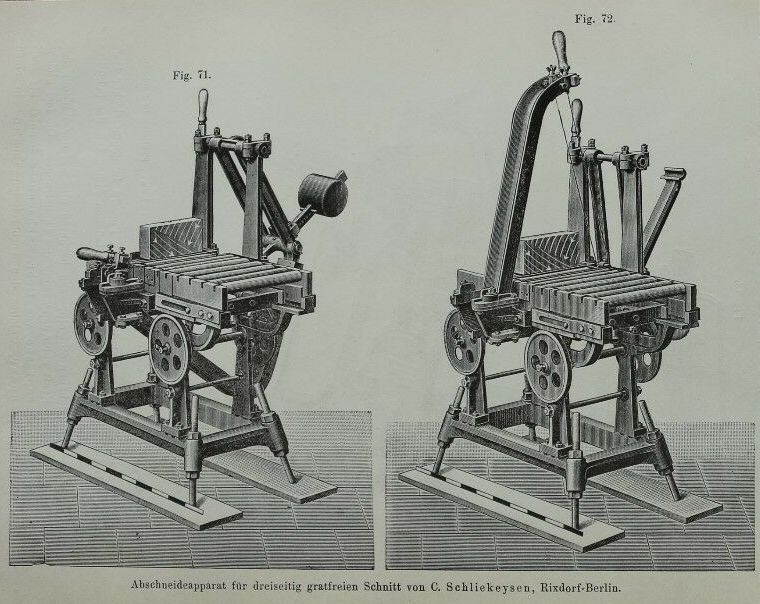
Abschneidapparat für dreiseitig gratfreien Schnitt
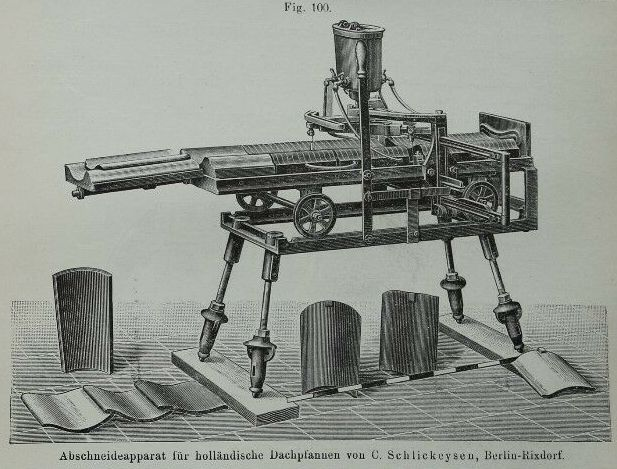
Abschneidapparat für holländische Dachpfannen
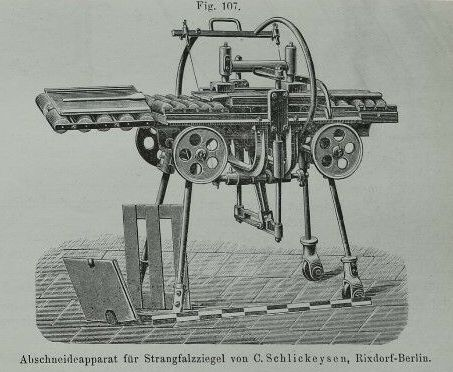
Abschneidapprarat für Strangfalzziegel
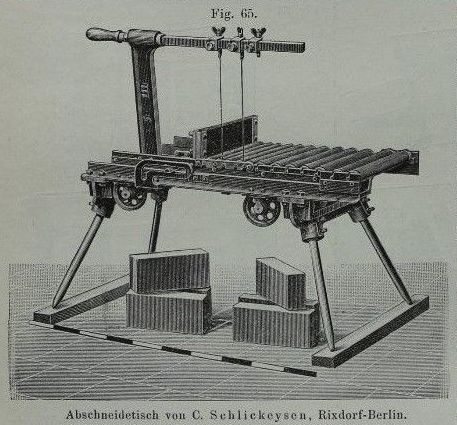
Abschneidetisch
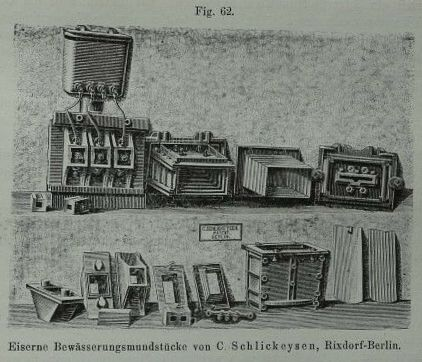
Eiserne Bewässerungsmundstücke
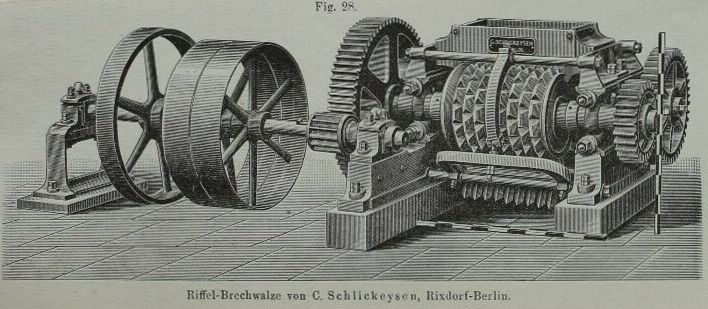
Riffel-Brechwalze

## Veröffentlichungen
- Maschinen zur Fabrikation von Drain-Röhren in jeder Grösse, … von vollen und hohlen Mauersteinen. Verlag der Deckerschen Geheimen Ober-Hofbuchdruckerei, 1857
- Die Maschinen-Ziegelei: Mittheilungen über die praktische Begründung, den gegenwärtigen Stand, und die Wege zur Fortentwickelung der maschinenmässigen Herstellung von Ziegeleraaren aller Art durch die Schraube für plastische Körper.Bosselmann in Comm., 1860
- Mittheilungen über die Fabrication von Press-Torf durch die Patent-Universal-Ziegel- und Torf-Presse. Wiegandt & Hempel, 1864.
- Die Maschinen zum Pressen von Ziegeln, Röhren, Torf und Kohle sowie zum Mischen, Kneten und Formen aller anderen plastischen Substanzen. F. Berggold, 1866
- Die Anerkennung des geistigen Eigenthums: Eine soziale Frage. Berggold, 1871.